# Rolando Certa
Gaspare Rolando Certa (Palermo, 23 aprile 1931 – Budapest, 29 maggio 1987) è stato un giornalista, poeta, saggista, funzionario, critico letterario, traduttore e politico italiano.

## Biografia
Giornalista de L'Ora, poi funzionario di banca, consigliere comunale a Mazara del Vallo per 5 mandati ed Assessore alla Cultura e alla Pubblica Istruzione del Comune di Mazara del Vallo.
I suoi testi sono tradotti in oltre 20 lingue. Neoellenista e francesista. Traduce dal francese all'italiano e viceversa. Collabora con giornali e riviste in Italia ed all'estero. Critico letterari ed artistico.
Crede fermamente nei principi della pace, della fratellanza e della cooperazione fra i popoli. Negli anni '70 idea e realizza con il Comune di Mazara del Vallo gli Incontri fra i Popoli del Mediterraneo, i primi nel loro genere realizzati in Italia e nel Mediterraneo. Gli Incontri continuano dal 1979 fino al 1986 ed al loro apice vedono la partecipazione di 24 delegazioni provenienti da tutti il Mondo. Rolando Certa nel 1974, da Assessore alla Cultura ed alla Pubblica Istruzione organizza e realizza il primo gemellaggio tra Mazara del Vallo e la Tunisia. È uno dei fondatori del movimento culturale Antigruppo che in Sicilia, regione in cui nasce è definito Antigruppo Siciliano.
Rolando Certa figlio di Mario Certa primo sindaco antifascista di Mazara del Vallo nominato alla carica il 13 marzo 1946 dopo aver subito la prigionia sotto il regime fascista per le sue idee socialiste e di ribellione contro il nazifascismo. Rolando Certa continua nel solco del padre il quale collaborava con importanti giornali francesi.

## Opere
- Pallido mondo (1953)
- Eco d'altra voce (1959)
- E siamo soli (1963)
- Una stagione d'amore (antologia con Scammacca e Decidue, 1970)
- Sicilia pecora sgozzata (1974)
- Lettera a Leonida Breznev (1976)
- Castalia (in neo-greco, Atene, 1978)
- Se tu ed io ed altri ancora (1980, 1981)
- Poeta ad Atene (in italiano e neo-greco, Atene, 1981)
- La tristezza ha un nome solo (in macedone, Skopje, 1981)
- Canto d'amore per la Sicilia (in romeno, Timisoara, 1982)
- Love long for Sicily (in italiano, siciliano e inglese, Merrich, New York, 1982)
- Due poeti siciliani (in neogreco, Atene, 1982)
- Ai fratelli di Mandia (in italiano, francese e arabo, Mazara del Vallo 1983)
- Il sorriso della kore (in neogreco, Atene, 1983,)
- Inquietudini poetiche (in croato-serbo, Zagreb, 1984)
- Poeta ad Atene (Palermo, 1984)
- Il sorriso della kore (Palermo, 1985)
- Arion (in croato-serbo, Zagreb, 1985)
- Viaggiatori della speranza (in serbo-croato, Belgrado, 1986).

Ha pubblicato saggi, tra i quali si ricordano: 
- La Sicilia e il poeta Murilo Mendes (1959)
- Ricordo di Mario Certa: un intellettuale del Sud (1964)
- Federico Garcia Lorca (1969)
- La condizione umana di Orazio Napoli (1970)
- Rocco Scotellaro, uomo nuovo del Sud (1973, 1974)
- Sicilia come terzo mondo: appunti per una storia letteraria del sottosviluppo siciliano (1974)
- Poesia e sicilitudine (1982)
- Tradizione e realtà poetica dei siciliani (1984)
- L'itinerario di Salvatore Quasimodo (1985), conferenza tenuta al «Centro Culturale Italiano» di Zagabria